# Poèmes d'amour et de gloire
Poèmes d'amour et de gloire est une anthologie de poésies de Gabriele D'Annunzio publiée par l'Institut culturel italien de Paris. Le volume fait partie de la collection «Cahiers de l'Hôtel de Galliffet» et il est paru en 2008. Il s'agit du premier choix de poèmes publié en français depuis 1912. La traduction est l'œuvre du professeur Muriel Gallot de l'Université de Toulouse avec la collaboration d'Antonella Capra. 
Les textes choisis sont extraits des recueils suivants :
- Canto novo [1882] - Chant nouveau
- Intermezzo di rime [1883] - Intermède poétique
- La Chimera [1889] - La Chimère
- Elegie romane [1892] - Élégies romaines
- Poema paradisiaco [1893] - Poème paradisiaque
- Laudi del cielo - del mare - della terra e degli eroi - Laudes du ciel - de la mer - de la terre et des héros
  - Maia [1903] - Maïa
  - Elettra [1903] - Electre
  - Alcyone [1903] - Alcyone
  - Merope [1912] - Mèrope
  - Asterope [1933] - Astérope

Les poèmes sont en outre suivis par une lettre inédite, récemment découverte, de Gabriele D'Annunzio à son amie Jean Dornis, nom de plume d'Élena Beer.